# Stadirano
Stadirano è una frazione del comune di Lesignano de' Bagni, in provincia di Parma.
La località dista 1,27 km dal capoluogo.

## Geografia fisica
Stadirano sorge su un altopiano appenninico che si protende sulla Val Parma, sulla sponda destra del torrente omonimo.

## Storia
Il centro abitato fu fondato in epoca altomedievale; la più antica testimonianza della sua esistenza risale al 969, quando l'imperatore del Sacro Romano Impero Ottone I di Sassonia, su istanza del vescovo di Parma Oberto, assegnò al nobile Ingone e alla sua famiglia i diritti sulla cortem de Staderiano cum castro, oltre che su Vicofertile, Tortiano e numerose altre località del Regno d'Italia. Del fortilizio all'epoca esistente a presidio della zona si perse in seguito ogni traccia.
Nel 1017 Stadirano, insieme a numerose altre località dei dintorni tra cui Orzale, Lupazzano, Isola e Cattabiano, fu citata nel testamento del prete di Antesica Adalberto, rogato a Sassoforte.
Nel borgo fu inoltre costruita una cappella, che fu menzionata per la prima volta nel 1230.
A causa della vicinanza con Lesignano e il suo castello, la località fu inclusa da allora nel suo feudo, appartenente ai conti Rossi, e ne seguì le vicende.
Nel 1464 Pier Maria II de' Rossi assegnò nel testamento numerose terre, tra cui Stadirano, a Ottaviano, che, pur risultando formalmente figlio di Bianca Pellegrini, sua amante, e del marito Melchiorre Arluno, in realtà era molto più probabilmente figlio naturale del conte. Tuttavia, Ottaviano premorì a Pier Maria, perciò i beni a lui destinati furono assegnati all'erede principale Guido. Alcuni anni dopo, in seguito alla disastrosa guerra dei Rossi del 1482, pochi mesi prima della scomparsa di Pier Maria il feudo fu confiscato da Ludovico il Moro.
Dopo la conquista del ducato di Milano da parte del re di Francia Luigi XII, il territorio di Lesignano fu riassegnato ai Rossi, giungendo nelle mani di Giulio Cesare, conte di Caiazzo; quest'ultimo nel 1539 fu condannato alla confisca delle sue terre parmensi dal papa Paolo III, che assegnò il feudo, unitamente alle vicine Basilicanova, Pariano e Mamiano, al nipote Sforza I Sforza di Santa Fiora.
Nel 1707 le terre furono ereditate con gli altri beni della famiglia dal duca di Onano Federico III Sforza, che dal 1673 aveva aggiunto al proprio il cognome della moglie Livia, dando origine alla famiglia Sforza Cesarini.
In seguito all'abolizione napoleonica dei diritti feudali sancita nel 1805 nell'ex ducato di Parma e Piacenza, Stadirano divenne inizialmente frazione del comune di Parma, ma l'anno successivo fu aggregata al costituendo comune di Lesignano, rinominato nel 1837 Lesignano de' Bagni.

## Monumenti e luoghi d'interesse

### Chiesa dei San Martino

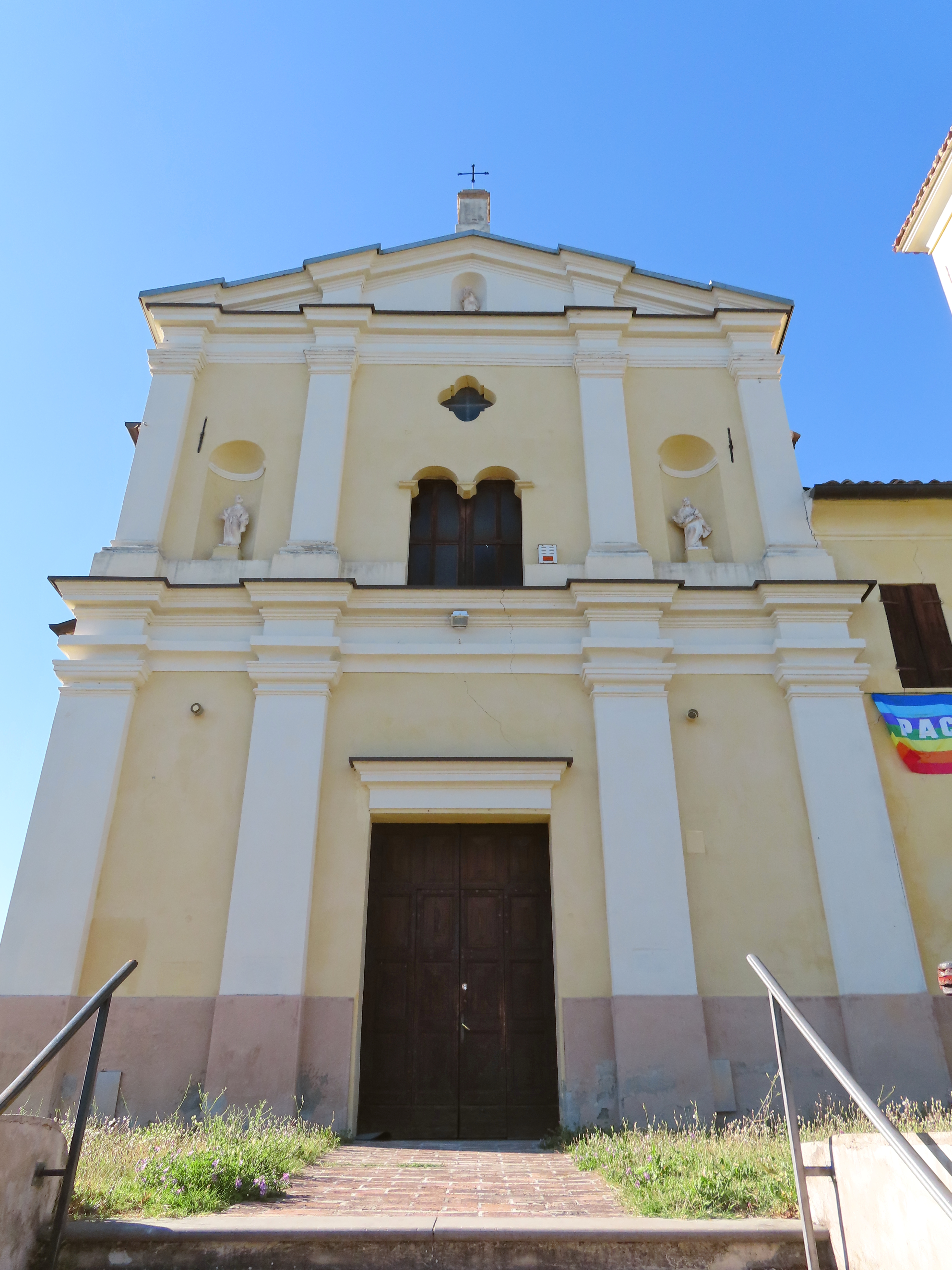
Chiesa di San Martino

Menzionata per la prima volta nel 1230, la cappella fu unita a quella del castello di Felino tra il 1545 e il 1564, quando fu elevata a sede parrocchiale autonoma; interamente ricostruita in stile barocco tra il 1722 e il 1732, fu danneggiata da un fulmine nel 1965 e successivamente risistemata; il luogo di culto presenta una facciata intonacata, arricchita con nicchie e lesene doriche e coronata da un frontone triangolare spezzato; all'interno la navata è affiancata da due cappelle laterali.